# Metalsteel
Metalsteel je slovenska heavy metal skupina iz Medvod, ustanovljena leta 1999. Od svojega nastanka so izdali šest studijskih albumov, en album v živo in en demo. Glasbeno sodijo najbližje heavy metalu, vsebina njihovih besedil pa temelji na zgodovini, ženskah in življenjskih vprašanjih. Metalsteel so tako po obstoju na sceni kot po izdanih albumih ena bolj aktivnih slovenskih metal skupin.

## Zgodovina
Metalsteel so leta 1999 ustanovili Alex Škofljanec (bobni), Rok Tomšič (kitara) in Benjamin Kic (kitara), vendar pa se kot začetek ustvarjanja šteje leto 2001, ko so prvič nastopili v domačih Medvodah na festivalu School's out. Tam je vokal prevzel Benjamin Kic, bobne je prevzel Jaša Bizjak, bas pa je prevzel Matej Sušnik.
Kasneje je vokal v skupini prevzel nekdanji bobnar Alex Škofljanec, s katerim so posneli demo Metalsteel 1 s petimi skladbami, recenzijo albuma pa so napisali v številnih znanih revijah. Posneli so komad Novi svet, za njim pa je Jaša Bizjaka za bobni zamenjala Daša Trampuš, s katero so posneli tudi videospot za to skladbo, ki jim je prinesla veliko prepoznavnost. Začeli so s turnejami po motozborih z vrhuncem v Trbovljah.
Leta 2003 so izdali svoj prvenec Usoda. Kmalu zatem so začeli nastopati na odrih z drugimi znanimi slovenskimi metal skupinami (Sarcasm, Noctiferia, Ophidian, Requiem...) . Leta 2004 so izdali videospot za skladbo Fobia, ki so ga v javnosti predstavili na koncertu v kinodvorani Medvode. Na prireditvi so posneli tudi DVD, ki pa do tega dne nikoli ni bil izdan. Leto kasneje je skupino zapustil  Alex Škofljanec, nadomestil ga je Žiga Panjan, vendar ne za dolgo, kmalu se je namreč na vokal vrnil Benjamin Kic.
Leta 2005 so izdali svoj drugi album Taste the Sin, leta 2007 pa pozitivno sprejet Bad in Bed. Leta 2010 je sledil album Entertainment, leta 2014 pa zopet zelo dobro sprejet This Is Your Revelation. Leta 2017 so izdali album Beyond the Stars, zadnji album Forsaken by the Gods pa je bil izdan leta 2021.

## Zasedba

### Sedanja zasedba
- Beny Kic – vokal,(1999–sedaj) kitara (1999–2001),(2005–sedaj)
- Rock Tomšič – kitara (1999–sedaj)
- Matej Sušnik – bas kitara (1999–sedaj);
- Daša Trampuš – bobni, (2002–sedaj);

## Diskografija
- Usoda (2003)
- Taste the Sin (2005)
- Bad in Bed (2007)
- Entertainment (2010)
- This Is Your Revelation (2014)
- Beyond the Stars (2017)
- Forsaken by the Gods (2021)
- Spomenik (2023)